# Ningišzida
Ningišzida (sumersko 𒀭𒊩𒌆𒄑𒍣𒁕, dnin-g̃iš-zid-da) je bil mezopotamski bog rasti in podzemskega sveta. Thorkild Jacobsen je njegovo ime prevedel kot  "gospod(ar) dobrega drevesa".

## Mitologija
V sumerski mitologiji se pojavlja v mitu o Adapi, v katerem skupaj z Dumuzijem straži  Anujevo nebeško palačo. Včasih je upodobljen kot kača s človeško glavo.
V Lagašu je bil njemu posvečen tempelj. Eden od njegovih vdanih častilcev je bil lagaški patesi (ensi) Gudea, ki je vladal v 21. stoletju pr. n. št. (kratka kronologija). V Louvru je znamenita zelena steatitna vaza, izdelana za kralja Gudeo z njegovim posvetilnim napisom: "Bogu Ningišzidi, svojemu bogu, (je) Gudea, ensi Lagaša, posvetil to (vazo) za podaljšanje življenja".
Ningišzida je včasih sin Ninazuja in Ningiride, v mitu Ningišzidovo potovanje v podzemni svet pa sin boginje Ereškigal. Na napisu, odkritem v Lagašu, je bil sin Anuja – nebes.
Njegovi ženi sta bili Azimua in Geštinana, sestra pa Amašilama. V nekaterih besedilih je omenjen kot ženska. Kot on ali ona je bil eden od Gilgameševih prednikov.
Ningišzidovo potovanje v podzemni svet je povezano s smrtjo vegetacije.
- Ningišzida na Gudejevem vrču za pitna daritve (okoli 2100 pr. n. št.)
- Gudejev vrč z zmajem Mušhušujem, namenjen za pitne daritve (21. stoletje pr. n. št.); kerikeja na desni se razlagata kot podobi samega boga; na vrču je napis:  "Bogu Ningišzidi, svojemu bogu, (je) Gudea, ensi Lagaša, posvetil to (vazo) za podaljšanje življenja"
- Ime boga Ningišzide na Ur-Ningirsujevem kipu
- Gudejev pečat s podobo Ningišzide; iz njegovih ramen lezejo kače
- Detaijl kipa brez glave, posvečenega Ningišzidi (2600-2370 pr. n. št.), Muzej Iraka